# Петър Киприлов
Петър (Пею) Димитров Киприлов е български учител, свещеник и революционер от Източна Тракия. Сподвижник на Васил Левски и Гоце Делчев.

## Биография
Роден е в лозенградското село Пирок в 1851 (или 1950 г.) година. Учител в Пирок и в Сърмашик. Среща се през 1871 година с Васил Левски при неговото посещение в село Сърмашик. Левски присъства тогава на годежа му. Участва в изграждане на комитетските мрежи на Вътрешната революционна организация. Арестуван, изтезаван и съден по време на Априлското въстание. Като руски пристав в Лозенград през 1878 година след Руско-турската война организира и отвежда в Сливен две групи от по 100 и 120 души доброволци за новата Българска армия. През пролетта на 1878 година в село Подвис идват Петко Славейков и войводата Панайот Хитов, които събрали селяните и ги агитират. В тази връзка Киприлов организира и подписка против решенията на Берлинския конгрес. Ръкоположен през 1879 г. от одринския наместник епископ Синесий Стобийски.
По късно Киприлов се включва в дейността на ВМОРО през 1896 г. Среща с Гоце Делчев при неговата обиколка в района на Странджа през 1900 г. Участва в подготовката на Преображенското въстание. Арестуван е през 1903 г. и осъден на 101 години строг тъмничен затвор. В затвора изготвя списък на 437 затворени революционери от Одринския революционен окръг. Амнистиран е през 1904 г.
След Балканските войни емигрира в България и се заселва в с. Вресово. По-късно се мести в Айтос, където умира през 1937 г. Служи в църквите „Света Богородица“ в Пирок, „Света Богородица“ в Малко Търново и в църквата в Айтос. Бежанците от Пирок донасят в България песен за „Пеюте учителчето, сармашичкото даскалче“.